# Knooppunt Århus Nord
Knooppunt Århus Nord (Deens: Motorvejskryds Århus Nord) is een knooppunt in Denemarken tussen de Nordjyske Motorvej richting Aalborg, de Østjyske Motorvej richting Kolding en de Djurslandmotorvejen richting Grenaa. Het knooppunt is genoemd naar de stad Aarhus, waar het knooppunt ligt.
Het knooppunt is uitgevoerd als een trompetknooppunt. 
| Aansluitende wegen | Aansluitende wegen | Aansluitende wegen | Aansluitende wegen | Aansluitende wegen |
| ------------------ | ------------------ | ------------------ | ------------------ | ------------------ |
|                    |                    | richting Aalborg   |                    |                    |
|                    |                    |                    |                    |                    |
|                    | 15 richting Grenaa |                    |                    |                    |
|                    |                    |                    |                    |                    |
| richting Kolding   |                    |                    |                    |                    |

Aalborg Centrum · Aalborg Nord · Aalborg Syd · Århus Nord · Århus Syd · Århus Vest · Avedøre · Ballerup · Brøndby · Fredericia · Gladsaxe · Herning · Herning Syd · Ishøj · Kliplev · Køge Vest · Kolding · Kolding Vest · Kongens Lyngby · Nørresundby Centrum · Odense · Rødovre · Skærup · Taastrup · Vallensbæk · Vendsyssel